# 鈴木雅
鈴木 雅（すずき まさし、1980年12月4日 - ）は、日本のボディビルダー、株式会社THINKフィットネスに所属するゴールドジムのスポーツトレーナー。
2010年以降、JBBF日本ボディビル選手権を9連覇。2016年3月のアーノルド・クラシック・アマチュア男子ボディビル80㎏級優勝、同年11月のIFBB男子世界アマチュアボディビル選手権大会80kg級優勝の実績を持つ。

## 来歴

### 高校卒業まで
福島県福島市出身。幼少期は背が低く細身な少年であり、中学生くらいまでは整列する時に一番前が定位置だった。小学校の通信簿には毎回「落ち着きがない」と書かれており、いたずらっ子でケガもよくしていた。
家族は揃ってインドア派だったが、子供の頃からスポーツに打ち込んでいた。ただ、その割には体力がなく、週末の野球やサッカーに熱中した翌日の月曜日に学校を休むことが頻繁にあった。当時の鈴木は体力が無いため仲間内では「三杉くん」と呼ばれていた。
ウエイトトレーニングを始めたのは高校1年の冬であり、野球部のトレーニングの一環として行っていた。これは周囲からの指示ではなく当時読んでいた『ノーラン・ライアンのピッチャーズバイブル』（ベースボール・マガジン社）の影響を受けたことによる自発的な行動であった。ピッチャーをやっていた鈴木は「ウエイトトレーニングは必須だ」というその本の記述に影響を受け、父に頼み込んで週刊少年漫画雑誌の広告に載っていたバーベルセットを買ってもらい、自宅でウエイトトレーニングに取り組むようになった。スクワット、ベンチプレス、ワンハンドのダンベルロウを始めたが、ベンチプレスがとても楽しかったので結局はベンチプレスばかりしていた。2年生に進級するころには90㎏、卒業時には110㎏が上がるようになった。40㎏台後半であった体重も60㎏台にまで増加、体脂肪が少ない体質だったので腹筋も割れ、プールの授業になるとクラスメートから注目を浴びた。野球部でバッテリーを組んでいた同級生もトレーニング好きであり、ことあるごとにウエイトトレーニングでの挙上重量を競っていた。2年生になると新しい体育館が建ち、小さいながらもトレーニングルームができたので、昼休みになるとよくウエイトトレーニングを行っていたしかし高校生の当時はウエイトトレーニングに対する知識が浅く、基本的に毎回同じ重量、回数、セット数で行い、軽いと感じるようになったら初めて少し重量を増やす程度のメニューであった。

### 大学時代
帝京大学文学部心理学科に進学すると慣れない土地でトレーニングジムを探す余裕もなく、授業とアルバイトに明け暮れるごく普通の大学生活を送っていた。大学の学部学科の中でなぜか鈴木が進んだ心理学科だけが厳しく、普通は120単位程度取得すればよいところ170単位くらい取らなければならず、さらに教職課程を履修することも必須だった。アルバイトは、平日は食品メーカーの営業として自ら車を運転して得意先を回り、土日はホテルで蝶ネクタイを付けてパーティーや結婚披露宴のウエイターをしていた。
高校時代あれほど頑張っていたウエイトトレーニングもしなくなり、食事も平気で1日1食で済ましていたため、大学3年生の時には体重50㎏台のひょろひょろな体になっていた。あまりに細すぎてお気に入りであった女の子から「細い男はイヤ!」と言われたこと、当時総合格闘技やK-1が隆盛を極め、ケビン山崎が注目を浴びた頃で、世の中が肉体改造ブームに湧き上がっていたことなどもあって、トレーニングを再開。とはいえボディビルを始めようという思いは微塵もなく「ある程度筋肉が付けばいい」という考えだったので、最初に入会したのは一般的なスポーツクラブであった。
1ヶ月ほどトレーニングを行うともっとトレーニングを行いたいという欲求が高まり、そこで多摩スポーツジムに入り直した。そこで中央大学ボディビル部の中島土と出会い、マッスル北村や学生ボディビル界の先輩にあたる須江正尋のビデオを見せられて影響を受けた。体を大きくするためにマッスル北村のビデオ『THE世紀末バルクアップ1999』などに影響を受けてひたすら糖質を取るように心掛けた。1食3合の米を1日3回、間食にハンバーガーを摂取。米を食べる時はポテトチップスをふりかけにして食べ、野菜は殆ど摂取しなかった。いわゆるダーティバルクを採用していたと言える。朝食に卵10個とサバ缶1缶を食べて体を作ったこともある。トレーニングの甲斐あって、体重は75㎏から76㎏になっていた。ただしウエイトトレーニングのフォームは自己流であり、とにかく重い物を持ち上げればよいと思っていた。
大学在籍当時『IRONMAN』や『月刊ボディビルディング』を毎日のように読み漁っていた鈴木は、JBBFの日本ボディビル選手権を4連覇し、後にTHINKフィットネスの取締役となった田代誠が『月刊ボディビルディング』で解剖学的アプローチ（当時ウエイトトレーニング先進国であったアメリカでも、回数や○○法といった生理学的アプローチが主体であった）に基づいたウエイトトレーニングの連載を行っているのを知り、その連載の内容が鈴木の中で知識や考え方として根付き、これが鈴木が理論立てのトレーニングを行う原点となった。それでも鈴木はボディビルがどのようなものなのかまだ分かっておらず、ボディビルをやろうと決意するまでには至らなかった。
4年生の時にはほぼ大学の単位を取得できていたので授業もあまりなく、実家に帰っては地元のトレーニングジムでトレーニングを行っていた。そのジムの取引先の1つがTHINKフィットネスで、毎日定時で仕事を終えてトレーニングを行える仕事に就きたいと思っていた鈴木は、オーナーを通じて採用試験を受けたいと志願し、卒業間際の3月に試験を受けた。既に他社から内定を受けていた鈴木は、この時は清水の舞台から飛び降りる気持ちであったことを後に明かしている。

### 大学卒業からボディビルに出会うまで
帝京大学卒業後の2003年4月、THINKフィットネスに入社し、鈴木はゴールドジムでトレーナーとしてのスタートを切った。1ヶ月半の研修の場は、かつてマッスル北村がトレーニングを積んでいたゴールドジムノース東京であった。当時のノース東京は有名トレーナーである本野卓士、荒川孝行、林久司など、鈴木曰く「実にコアなメンバー」が揃っていた。
鈴木がボディビル大会出場を意識するきっかけになったのは入社1年目の夏に行われた社内レクリエーションでのことであり、その年の4月にJBBF加盟の名門ボディビルジムである中野ヘルスクラブが閉鎖となり翌月に中野にゴールドジムウエスト東京がオープンしたためTHINKフィットネスに入社したJBBF日本ボディビル選手権を13連覇したボディビルダーである小沼敏雄が「そういえば、すごく大きな子がいるよね」と切り出したことによる。この話から鈴木がボディビル大会に出ることが決まっていった。鈴木はこの時のことを「本当に出ようと燃えていた訳ではなく、失礼な話ですが、本当に軽い気持ちでした」と後にムックで述懐しており、この時点では全く本気ではなかった。褒めてくれたのもリップサービス程度にしか思っていなかったと話している。しかし、田代誠から「いい体をしているから、出てみたらいいよ」と評価されたことでその気になり、出場を強く決めた。

### ボディビルダー時代
デビュー戦は2004年の東京オープン選手権。75㎏超級にエントリーし、78㎏から79㎏で出たが、仕上がりがかなり甘く、結果は同点2位であった。予選審査の段階では1ポイント勝っていたものの、決勝審査は逆に1ポイント少なく、逆転される格好となった。負けた理由については後に「ドーピングチェックのための採尿を急かされ、最終調整で我慢していた水を飲んでしまい、一気に体がむくんだのです。あっという間に体はボテッとして、腹筋も消えてしまっていました」と振り返っている。その年は、東京オープン選手権の1ヶ月後に開催された東京クラス別選手権にも出場して、75㎏超級3位に終わった。東京選手権にも出ようと思っていたが、マシンの修理中に不注意から大きな切り傷をつくってしまい、エントリーを諦めた。この東京選手権で史上最年少優勝を果たした須山翔太郎がすごすぎたので「出なくてよかったです」と振り返っている。ほろ苦い結果に終わったデビュー戦について後に鈴木本人は「これでよかったと思います。なぜなら2位だったことが相当悔しかったから。弱点もたくさん見つかりましたし、何より自分の甘さを痛感しました」「もしデビュー戦で優勝していたら、ですか?きっとボディビルのことを舐めていたと思います。そして、いつの間にかボディビルシーンから姿を消していた…なんてこともあるのかもしれません」と感想を述べている。
2005年の開幕戦は東京クラス別選手権であり、このときも大会の1ヶ月から2ヶ月前にはハムストリングを切ってしまい、この状態で減量すれば確実に小さくなると思い、仕上がりの厳しさよりも筋量維持を優先した。そのためこの大会は75㎏超級で5位に終わった。当日の体重は80㎏から81㎏であり、本人は「当然ながら甘かったです」と反省の言葉を述べている。なお東京クラス別選手権の前後に付き合っていた女性にフラれており、9月の東京選手権に向けた2ヶ月間はやけくそに練習してカロリーを消費する状況であった。普通のトレーニングに加えて起床後に40分の有酸素運動、朝食食べてトレーニング、昼休みに20分の有酸素運動、仕事を終えると勤務先のウエスト東京のある中野から自宅のある新宿までを徒歩で往復などと、ひたすら動いてカロリーを消費した。東京選手権を迎え、控え室では顔がパンパンであることをほかの選手に指摘され、一見絞れていないように見えたが、見る人が見れば優勝争いできる仕上がりであり、結果は優勝。この大会における自身の仕上がりについて鈴木は「ポージングの練習もあまりしていなかったですし、ボディビルがまだまだわかっていませんでした」「最終調整に関しても、手探り状態。水も塩も抜きすぎてしまい、筋肉が全く張らなかったですね。（中略）動いて痩せようとしていましたから、運動量の多さに疲弊した状態だったのです」と後に総括している。
人生初のボディビル優勝を手にした直後、日本選手権の話が鈴木の元に舞い込んだ。この年の東京選手権は例年より開催が遅かったため、既に日本選手権のエントリーは締め切られた後であったが、東京ボディビル連盟推薦という形で鈴木は特例で急きょエントリーが認められた。当初鈴木はエントリーを迷ったが、ある人から「東京選手権で優勝した人は、日本選手権で決勝に残るか残らないかの当落線上ぐらいのレベルだから、（日本選手権に）出なきゃいけないんだよ」と言われたこともあって、そういうものなのかと思いエントリーすることにした。「東京選手権で優勝した人は…」という話がプレッシャーになる中での出場であったが、日本選手権の結果は12位入賞。
2005年の日本選手権ではサイズ不足を痛感し、その後は5年間かけて体を大きくし、日本選手権で優勝するという5ヶ年計画を立てた。2006年は73㎏であった2005年より8㎏増の81㎏で出場したが、結果は伴わなかった。そしてその後は2007年の8位、2008年の7位と、徐々に順位を上げた。ライバルであり同世代のボディビルダーである須山翔太郎が2007年から日本選手権にエントリーするようになったのも大きなモチベーションになった。
2009年の日本選手権は絞りが上手くいっていたため、それ以前までセカンドコールどころかサードコールでもなかなか呼んでもらえず後ろに待機してばかりであったのが、この年のこの大会では初めてファーストコールで呼んでもらうことができた。最終順位は4位と表彰台まであと一歩であった。そして5ヶ年計画の最終年にあたる2010年に日本選手権を初優勝。本人は5ヶ年計画を一生懸命やるだけのつもりであったのでまさか優勝できるとは思っていなかったと驚いている。減量が上手くいっていたことが勝因であり、この年はトレーニングも週3回はダブルスプリットという増やしようであった。
しかしこれ以降はこれまでの無理が祟ってケガと戦いとなり、ウォームアップを丁寧に行わないと体中に神経痛のような痛みが走るほどになった。日本選手権初優勝までの間に、国際大会は2007年と2008年の東アジア選手権、2008年のアジアゲームズ、2009年のワールドゲームズに出場した。

### 日本選手権初優勝以降
以降、日本ボディビル選手権を7連覇、2016年3月のアーノルド・クラシック・アマチュア男子ボディビル80㎏級優勝の実績を残した。鈴木は2010年に初優勝した後、2011年は連覇が命題であった。チャンピオンとしてのプレッシャーが最高であったのは田代誠が7年ぶりにボディビルのステージに立った2012年であり、6年間第一線から退いていた田代に優勝をさらわれたら自分はいったい何をやっていたんだということになるので鈴木は必死であった。
2010年からIFBB男子世界アマチュアボディビル選手権大会80kg級に出場。予選落ちしたこの年の次の2011年以降は毎年決勝に残るようになり、2016年で悲願の優勝を果たして世界チャンピオンとなった。この大会の最初は日本の威信をかけるという気持ち、優勝を狙う気持ちが強かったが、最終的には入賞が代表選手としての最低限の務めだととらえて順位は気にしなくなった。

### 現在
2021年よりプロ野球の読売巨人軍に請われる形で若手選手を中心にフィジカルトレーニングを指導することが明らかになっている。

## 人物

### 趣味・嗜好など
- 好きな食べ物は厚い牛肉。嫌いな食べ物は特になし[20]。
- 好きな色はモノトーン系、好きなアパレルブランドはGOLD'S GYM、Supreme[20]。
- お気に入りの映画はグリーンマイル。好きな有名人は大沢たかお[20]。
- 尊敬する人物は父[20]。
- 好きな言葉・座右の銘は「何事も覚悟をもって取り組む」[20]。
- 特技はどこでもすぐに寝ることができること[20]。
- マイブームはアロマ[20]。
- 生まれ変わったらなりたいものは大きな鳥[20]。
- 高所恐怖症であり、先端恐怖症である[20]。

### ボディビル関連
- 好きなゴールドジムの店舗は朝のイースト東京[20]。
- 一番好きな種目はチンニング[20]。
- 好きなプロテインの味はゴールドジムのヨーグルト風味[20]。
- 仲良しのボディビルダーは佐藤貴規。憧れのボディビルダーは小沼敏雄、田代誠[20]。

## トレーニング論

### 生理学的なアプローチ
- 生理学的なアプローチは大きく分けると「筋力を伸ばす」「筋肉を破壊する」「筋肉をパンプアップさせる」の3つがあるとしている[21]。
  - 1つ目のアプローチに基づくと、1セット3回から7回、インターバルは3分から5分ときめてトレーニングを行うと良いとしている[21]。実施種目としては、胸であれば、ベンチプレスのように複数の関節や筋肉を使って重さが挙げられる、コンパウント種目ということになる。逆に、筋力を伸ばすことを目的として、高重量・低回数でケーブルクロスオーバーやベクトラルフライを行ったとしてもさほど効かず、むしろ関節を壊してしまうと注意を呼び掛けている。鈴木の主張によると、可動域をしっかり確保しつつ重量を伸ばすことが大切である[21]。
  - 2つ目のアプローチに基づくと、1セット6回から12回、インターバルは1分から2分が一般的としている[21]。実施種目としては、マシン、あるいはダンベル系種目が多くなる。重量を求めるよりも、コントロールできる重さで筋肉の収縮・進展が上手くできる種目がよく、高重量で行うとうまく重量をコントロールできないため筋肉に効かないばかりかケガのリスクを負うことになる、一方で高回数で行える重さでは軽すぎてストレッチ考えられないとしている[21]。
  - 3つ目のアプローチに基づくと、1セット10回から30回、インターバルは1分以内にしてほしいと話している[21]。これに関しては主にアイソレート種目、短関節種目のマシン系が多いと解説している。

### 解剖学的なアプローチ
- 鈴木は、筋肉には起始と停止があり、筋肉の付き方や走行に沿って動作することが大切であると説いている。例えば、大胸筋の走行方向は横方向だが、ベンチプレスの際にはブリッジをつくらないと実際には効かないと解説している。[22]
- 鈴木は、骨盤、股関節、顎で体の動かし方を操作している。骨盤をニュートラルな状態にして筋肉をしっかり収縮させること、つま先の向きと足幅を調節して股関節を上手く使うこと、顎を上げずに引くことなどをトレーナーとして教えている[22]。グリップの握り方に関して、小指や薬指側で握れば動きは外側に、親指や人差し指で握れば動きは内側になると指導している。鈴木本人は肩や腕のトレーニングでは握りを強くしていると言っており、強く握らないと僧帽筋から使われると話している[22]。手首の使い方は、上腕二頭筋に効かせるならば若干屈曲させた方が良い、上腕三頭筋をプレス系種目で強化する際には手首を少し返した方肘が閉じやすくなり刺激が胸に逃げ込まないと説明している[22]。

### トレーニングに必要な心掛け
- 筋肉を大きくするのは「魂」「パッション」と話しており、トップ選手ほど理論立てて取り組んでいる選手は意外に少ないと実情を明かしている。伸び悩む人はインターバルが長く、トレーニングに集中せず水分補給やおしゃべりに夢中になっている人であると一刀両断している[23]。

### 栄養管理について
- 本人は食事は1日3食を摂取し、トレーニング前後の食事とトレーニング後のプロテイン、そしてその後の食事はできるだけしっかり取るように心掛けおり、トレーニングを行う人にもそうするように呼び掛けている。具体的に本人は、1日3食に3回から4回のプロテインをプラスして、トータル7回から8回の栄養補給をしている。糖質はトレーニング前後などタンパク質と共に補給する一方で寝る前の食事では減らすこととしている。本人はトレーニング後は果糖のスポーツドリンクを避け、マルトデキストリンやブドウ糖のものを選んでいる。調理法については揚げ物は避け、極力自然の脂を摂るようにしている。肉は鶏肉だけという考えに対しては、それだとパンプアップする気配がないと感想を述べている[24]。自身が若いころ野菜を食べなかった反省を活かし、トレーニングの愛好家に対しては野菜の摂取をきちんと行うように呼びかけている。本人も野菜を食べるようになってからは疲労感を覚えることがあまりないと実感している[25]。
- 2005年の東京選手権に向けた2ヶ月間の経験から鈴木は摂取カロリーを抑えるより食べて動いた方が良いと実感している。この頃は、1日に4000kcalから5000kcal摂取したが、過剰に運動したため73㎏ぐらいまで絞れた[12]。

### ボディビルの筋肉とスポーツの筋肉の違いについて
- サッカー選手の筋肉が野球に適応できないように、ボディビルダーの筋肉はボディビル以外では使いものにならないとしている[26]。
- 大胸筋を競技スポーツで使うことはあまりないとの見解を示しており、競技に生かしたいなら、ベンチプレスよりもスクワットのほうが有効だと考えている[26]。

## 身体的特徴
- 本人の目測によると、体脂肪率はコンテストコンディションで5%程度。オフでも10%未満。2005年のころは体をとにかく大きくしたかったため食べ過ぎで体脂肪率が18%までになっていた[27]。
- ケガの影響もあり、左ひじは完全には伸びない。そのため、バーベルを使うと左右で動きがバラバラになるので、鈴木にとって胸は効きはするが発達が思わしくない部分である。鈴木は「私の胸のトレーニング種目をそのまままねしてはダメ、ということです」と話している[28]。
- O脚であり、力を発揮する時に脚が外側に広がる癖がある。本人は、内転筋を強くして、足をグッと縮めるような動作でできるトレーニングを行う必要があると自己分析している。一方で臀部やハムストリングといった脚の後面については、比較的良い部分なのでもっと良くしたい部分や課題のある部分を優先している[28]。
- アブドミナルでは外腹斜筋が出やすい半面、腹直筋の出方が弱く、インナーマッスルをかなり使うため、やりすぎるとウエストのボリュームが増えすぎてしまう[29]。

## トレーナーとして
- 「パーソナル指導は学び合い」と考えており、クライアントにも自分で考えてもらうことを重要視している他、トレーナーがいないとトレーニングできないようになってほしくないということをムックで主張している。また、2017年時点で流行しているトレーニングジムのメール指導に関しては、実際にクライアントとあって話をしてその日の体調などを考慮しなければ本当の指導はできないという考えから「私にはちょっと信じられません」と否定している[30]。
- 2017年時点では、若いトレーナーが例えば「どうして、10回×3セットで行うの?」「正しいフォームはどういうもの?」というようなトレーニングに関する質問に答えられない現状について憂いを見せている[31]。「あの人がやっていたから」が通用する指導、インターネットから知識を得るケースが増えている状態、エビデンスに固執することなど、自分の周囲のスポーツインストラクターの問題点についてムックで話している[32]。
- 体脂肪が少なく水に浮かないため全くのカナヅチであり、2008年に試合でバリに遠征した際にホテルの深いプールに沈んで溺れ、インド人のボディビルダーに助けてもらった。鈴木はこれについて後に「たぶん、私の筋肉量(2017年時点)ですと、あと30kgくらいは脂肪をつけないと水には浮かないと思います」と話していた[26]。